# Verchn'odniprovs'k
Verchn'odniprovs'k (in ucraino Верхньодніпровськ?, in russo Верхнеднепровск?, Verchnedneprovsk) è una città ucraina (15 477 abitanti) nel distretto di Kam"jans'ke, nell'oblast' di Dnipropetrovs'k. Ospita l'amministrazione della comunità territoriale di Verchn'odniprovs'k, una delle comunità territoriali dell'Ucraina. 
Fino al 18 luglio 2020 Verchn'odniprovs'k è stata il centro amministrativo del distretto di Verchn'odniprovs'k, abolito come parte della riforma amministrativa dell'Ucraina, che ha ridotto a sette il numero dei distretti dell'oblast' di Dnipropetrovs'k. L'area del distretto di Verchn'odniprovs'k è stata fusa nel distretto di Kam"jans'ke.